# Civil War (Marvel Comics)
Civil War (en español, Guerra Civil) es una historia en forma de crossover, escrita por el guionista Mark Millar y dibujada por Steve McNiven. Fue publicada originalmente en los Estados Unidos en 2006 por la editorial Marvel Comics. La historia se basa en los eventos que se desarrollaron en las anteriores historias de Marvel, en particular "Vengadores Desunidos", "House of M" y "Decimación". El lema de la serie es "¿De qué lado estás tú?".
La trama de la serie sigue una línea de historia en marco en la que el gobierno de los EE. UU. aprueba una Ley de registro de superhéroes, aparentemente diseñada para que los individuos superpoderosos actúen bajo la regulación oficial, algo similar a la aplicación de la ley. Sin embargo, los superhéroes que se oponen al acto, liderados por el Capitán América, se encuentran en conflicto con aquellos que apoyan el acto, liderados por Iron Man, con Spider-Man atrapado en el medio; Los X-Men toman una postura neutral. Los superhéroes que apoyan la ley, como Iron Man, Mister Fantástico y Ms. Marvel, se vuelven cada vez más autoritarios. Después de la guerra, el Capitán América se rinde y es encarcelado. El conflicto entre libertad y seguridad es un tema subyacente en la línea de la historia, con eventos y discusiones de la vida real, como el aumento de la vigilancia de los ciudadanos por parte del gobierno de los Estados Unidos, que sirve como telón de fondo para los eventos en Civil War.
Una secuela, Civil War II, debutó en junio de 2016. La película del Universo cinematográfico de Marvel de 2016, Capitán América: Civil War, adaptó libremente la historia.

## Creación
La realización de Civil War se decidió en una de las reuniones periódicas que Joe Quesada, jefe de edición de Marvel, mantenía con los principales editores de Marvel Comics. En 2005 la serie House of M había tenido un gran éxito comercial y se deseaba crear una nueva serie similar, pero no había una idea definida sobre la trama.

Brian Michael Bendis, guionista con la idea inicial.

Brian Michael Bendis le comentó a Mark Millar una idea que tenía planeada, que originalmente estaría circunscripta a la publicación de los Nuevos Vengadores. Dicha idea giraba alrededor del registro de los superhéroes y las identidades secretas. Entre ambos hablaban de la posibilidad de expandir esa trama hacia una serie que abarque a todo el universo Marvel. Jeph Loeb se unió a la conversación y señaló que una trama que enfrentara a S.H.I.E.L.D. con los superhéroes no generaría suficiente interés, y propuso en cambio que los superhéroes se enfrentaran unos contra otros. Luego plantearon sus ideas a Quesada.
En un principio se consideró crear en el primer número una agencia llamada H.A.M.M.E.R. que tuviera a su cargo el registro de los superhéroes, pero dicha idea fue desestimada por ser demasiado complicada, y en su lugar se utilizó a S.H.I.E.L.D. Aunque en las revistas los guiones son atribuidos a Mark Millar, estos son el resultado del trabajo conjunto de todos los principales guionistas de Marvel en el momento de la publicación, coordinados por Tom Brevoort.
Los cuatro villanos utilizados en la pelea inicial Nitro, Speedfreek, Frialdad y el Hombre de Cobalto surgieron de una lista presentada por Brevoort. La idea de que la catástrofe que desencadena los acontecimientos fuera situada en la ciudad de Stamford fue del guionista Jeph Loeb, quien vive allí. Según el censo del año 2006 allí viven 126.745 personas, y fue descrita por la revista United States Living como "la mejor ciudad para vivir en ella". En la cumbre creativa de Civil War se decidió también que Speedball debería ser el personaje que desencadenara todos los acontecimientos, bajo la premisa de que dicho rol debería ser ejercido por el superhéroe más inofensivo de la editorial. Aunque en la versión final Speedball aparece junto a sus compañeros de los Nuevos Guerreros, en el primer borrador de la historia era el único superhéroe presente en la escena. Según Mark Millar, la elección del Capitán América como uno de los dos personajes protagonistas fue una elección natural, al ser un personaje que en su misma concepción está relacionado con la defensa de la libertad, los derechos civiles y el sueño americano. Su principal adversario, Iron Man, fue elegido por ser el único de los personajes principales de Marvel con peso y autoridad como para oponerse al Capitán América. Mark declaró que "De haber sido un gran debate ideológico entre el Capitán América y, por ejemplo, Tigra, no creo que los lectores y el país estuvieran tan divididos." Tom Brevoort y Joe Quesada comentaron que en la primera reunión creativa se barajó la posibilidad de emplear al Capitán América como líder del bando pro-registro, pero que la idea se cayó sola, ya que dadas sus características habría sido una postura impropia del personaje y sus motivaciones y antecedentes.

## Contexto previo
La historia de Civil War parte de varios acontecimientos de otras publicaciones de Marvel, en un principio sin una conexión importante entre sí. En la serie House of M, la Bruja Escarlata modifica la realidad creando un mundo utópico, y luego de restablecer la realidad original hace que casi todos los mutantes pierdan sus mutaciones. En el crossover que le sigue, Diezmados, se aprecia que tras dicho cambio solo quedan 198 mutantes en el mundo. El motivo de dicho cambio, en un principio, solamente lo conocen algunos superhéroes, hasta que S.H.I.E.L.D. descubre su secreto. La mayor parte de dichos 198 mutantes se instala en el Instituto Xavier, junto con los X-Men. La serie Nuevos Guerreros: Todo por la audiencia, presentó un relanzamiento de los Nuevos Guerreros, un grupo de superhéroes adolescentes creados en la década de los 90. En esta nueva versión el grupo participaba de un reality show para el cual perseguía a supervillanos de escasa trascendencia y los capturaba, todo lo cual era filmado y televisado. En los últimos números de la revista de Thor en el año 2004, este confronta a unos dioses que crearían diversas versiones del Ragnarok en forma cíclica; los destruye y comienza el "sueño de los dioses", coincidiendo con el final provisorio de la publicación de su revista. La ausencia de Thor, en virtud de la muerte de su padre Odín por causa de un enfrentamiento que tuvo con el demonio Surtur, y el desconocimiento de los demás personajes sobre su destino, es utilizada como un recurso narrativo. En Spider-Man vol. 2 números 5 a 7, una comisión del Senado estadounidense inicia una discusión sobre el Acta de Registro de Superhumanos, que obligaría a todos los superhéroes a registrar sus identidades. Iron Man y Spider-Man viajan a Washington y consiguen que la fecha para la aprobación del proyecto se extienda, aunque Stark lo asume como algo inevitable a largo plazo. Antes de eso, Spider-Man se había unido a Los Vengadores y desarrolló un vínculo con Tony Stark, a quien veía como una figura paternal. Stark también construyó una armadura especial para Spider-Man, con la cual reemplazó su traje habitual. Uno de los antecedentes más explícitos se da en la publicación Illuminati, que presenta un grupo conspirativo formado por Iron Man, Reed Richards, Namor, Charles Xavier, el Doctor Extraño y Rayo Negro, el cual es añadido mediante retrocontinuidad a la historia del Universo Marvel a partir de la Guerra Kree-Skrull y que habría tenido injerencia en los diversos acontecimientos que sucedieron. En la parte final de dicha publicación, situada en el mismo período temporal que las publicaciones contemporáneas, Iron Man da a conocer la existencia del proyecto de ley del Acta de Registro y solicita apoyo. Solo Reed Richards lo apoya: el Dr. Extraño se opone, Namor y Rayo Negro se desentienden, y Xavier estuvo ausente debido a su desaparición al final de la House of M. Al justificar su postura de apoyo a la ley, Iron Man plantea como escenarios posibles situaciones que coinciden a grandes rasgos con la trama que tendría lugar en Civil War.

## Argumento

### Inicio

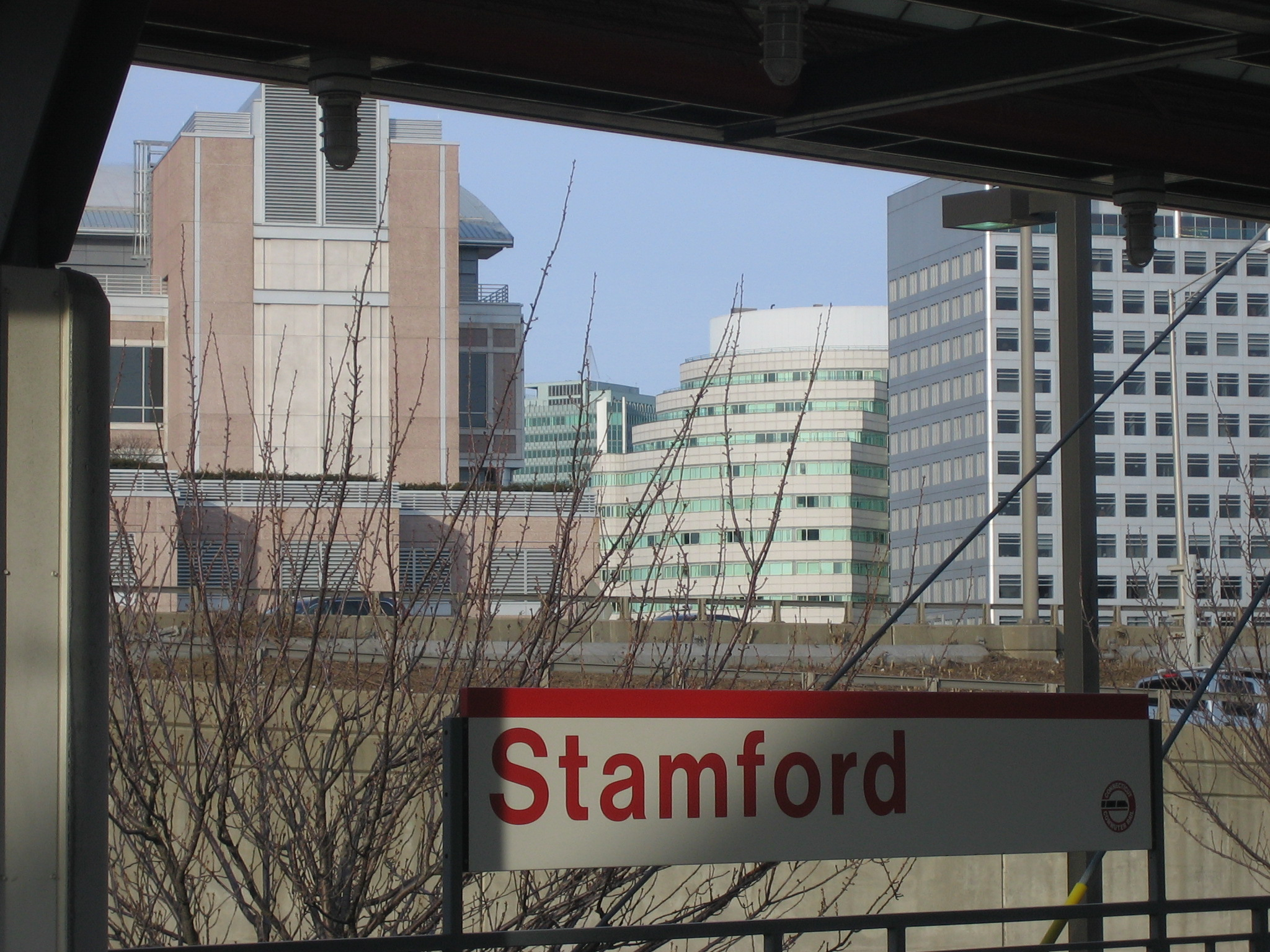
La catástrofe ficticia que inicia la historia tiene lugar en la ciudad de Stamford.

Civil War cuenta la implementación y las consecuencias del Acta de Registro Sobrehumano, un proyecto de ley que requiere el registro obligatorio de cualquier persona ubicada en Estados Unidos con súper poderes. El Acta surgió debido a la presión pública para rendir cuentas a raíz de una serie de eventos relacionados con sobrehumanos causando daño y muertes significativas dentro del Universo Marvel, como un ataque en Manhattan en represalia por la Guerra Secreta de Nick Fury, y la furia de Hulk en Las Vegas que resultó en la muerte de 26 personas. Cuando la población mutante fue reducida drásticamente como consecuencia del Día-M, causado en sí por una mutante, la histeria anti-mutante causó que grupos extremistas hicieran que la mayoría de los mutantes restantes, conocidos como los 198, fueran trasladados al Instituto Xavier, y recaudaron apoyo público para el propuesto Acta.
El sentimiento público hacia los superhéroes se desplomó después de un incidente en Stamford, Connecticut, en el cual los Nuevos Guerreros, un grupo de jóvenes superhéroes y el centro de un programa de telerrealidad televisivo, cometieron un error intentando capturar a un grupo de supervillanos en su búsqueda de popularidad. En la lucha resultante, el villano Nitro usó sus poderes explosivos para destruir varias zonas de la ciudad, incluyendo una escuela primaria en el centro, con la consecuencia de más de 600 civiles muertos, 60 de los cuales eran niños, con solo Speedball de los Guerreros y el propio Nitro sobreviviendo. A pesar de que muchos superhéroes de alto perfil ayudaron en las labores de ayuda y rescate, hubo una serie de ataques de venganza aislados, y el apoyo para el Acta se elevó.
La perspectiva del registro dividió a la comunidad sobrehumana a la mitad, con Tony Stark, el superhéroe Iron Man quien había intentado previamente detener el Acta, convirtiéndose en el líder pro-registro, y el Capitán América liderando el grupo anti-registro. Iron Man, con el Sr. Fantástico y Henry Pym, argumenta que el cambiante panorama político significa que resistirse a la ley es inútil, y que es razonable para los héroes tener la capacitación y la supervisión adecuadas, mientras que el Capitán América, con Luke Cage y Falcon, argumenta que los héroes requieren secretismo con el fin de proteger aspectos de sus vidas 'normales', como cónyuges e hijos, y permitirles actuar en todos los medios necesarios contra amenazas que los servicios de emergencia ordinarios no puedan hacerles frente. Aunque nominalmente es una agencia de las Naciones Unidas, S.H.I.E.L.D. asume el peso de hacer cumplir el Acta bajo la directora interina Maria Hill.

### Crecimiento
Los lados opuestos inicialmente negociaron victorias propagandísticas, con los héroes anti-registro continuando luchando contra supervillanos, dejándolos contenidos para ser encontrados por las autoridades, mientras que el lado pro-registro tratando de localizar y arrestar a cualquier persona con súper poderes que no esté registrada. El primer golpe importante para cualquier lado llegó cuando Iron Man convenció a Spider-Man de revelar públicamente su identidad, un secreto que este último había trabajado duro por mantener. Durante este tiempo, varios títulos tie-in relacionados con el impacto de la guerra en el vasto Universo Marvel fueron publicados. Estos detallaron la caza de Wolverine por Nitro tras huir de la escena en Stamford, la declaración de Cíclope sobre los X-Men y todos los mutantes restantes como oficialmente neutrales, el efecto de la guerra en otros supergrupos como los Thunderbolts pro-registro y los Runaways neutrales, y la reacción del elemento criminal (muchos de los cuales huyeron a Canadá).
El conflicto se intensificó cuando el Capitán América dirigió a los héroes anti-registro, conocidos como los Vengadores Secretos, a una emboscada por las fuerzas pro-registro. Mientras le daba la mano a Iron Man antes de una discusión pacífica de la crisis, el Capitán América usó un dispositivo oculto para desactivar la armadura de Iron Man y le dio un inesperado golpe. Una pelea pública entre las fuerzas pro y anti-registro se produjo. Durante la batalla, un clon de Thor fue enviado a ayudar en el arresto de los héroes anti-registro, pero en su lugar mató a Goliat al herirle a través de su pecho. Mientras los héroes pro-registro trataban de controlar al clon, los Vengadores Secretos se retiraron.
Con el fin de contener a los sobrehumanos no registrados, Iron Man y el Sr. Fantástico construyen una prisión en la Zona Negativa, denominada Proyecto 42 debido a que era el cuadragésimo segundo proyecto que habían desarrollado después de la tragedia de Stamford. Al enterarse de que las personas en desacuerdo con registrarse serían encarceladas indefinidamente y tras una batalla con Iron Man, Spider-Man dejó el lado pro-registro y se unió al movimiento clandestino del Capitán América. Desconocido para Spider-Man, Tony Stark estaba usando su traje para analizar secretamente sus poderes y desarrollar formas de superarlos. Punisher obtuvo los planes del Proyecto 42 al infiltrarse secretamente en el Edificio Baxter, hogar de los 4 Fantásticos.

### Final
Los Vengadores Secretos y sus aliados llegan a la Isla Penitenciaria de Riker. Traicionados por Tigra, se encuentran con Iron Man y las fuerzas pro-registro, y un número de supervillanos que están siendo controlados por nanites. Hulkling usa su poder de cambiar de forma para asumir el papel de Henry Pym y liberar a los héroes encarcelados, llevando a una batalla campal entre ambos bandos.
Durante la pelea, Cloak teletransporta la batalla al centro de la ciudad de Nueva York, donde las fuerzas pro-registro son acompañadas por el reparado clon de Thor y el Capitán Marvel; y Namor dirige un ejército de Atlantes para ayudar a los Vengadores Secretos. El Capitán América se concentra en Iron Man, cuya armadura ha sido comprometida por Visión II. Cuando el Capitán América está a punto de darle el golpe final a Iron Man, varios miembros del personal de servicios de emergencia sin superpoderes lo detienen. Deseando evitar más daños a la propiedad y derramamiento de sangre, el Capitán América se rinde y ordena a su equipo que se retire, marcando el final de la Guerra Civil.
Dos semanas después, la Iniciativa de los 50 Estados es lanzada, y los Poderosos Vengadores son unidos como equipo. Tony Stark es nombrado Director de S.H.I.E.L.D., y Maria Hill es relegada a subdirectora. Algunos héroes se trasladan a Canadá, mientras que otros permanecen con bajo perfil, como los Nuevos Vengadores. Muchos de los Vengadores Secretos reciben amnistía por parte del gobierno, mientras que el Capitán América permanece en la cárcel. Más tarde, el Capitán América es asesinado a tiros por Calavera y Sharon Carter (esta última hipnotizada por el Doctor Fausto) fuera del palacio de justicia, en el día de su audiencia.
El Capitán América fue revivido en el arco Captain América: Reborn.

## Series relacionadas
El crossover editorial de Civil War tiene el formato de una historia central autocontenida, desarrollada en los 7 números editados bajo ese nombre, mientras que la mayor parte de las demás publicaciones narran historias tangenciales a la principal, pero no imprescindibles para comprender su desarrollo. En la mayor parte de las mismas, se presentan las dudas o dilemas de los personajes que los llevan a decantarse por uno u otro bando u otra decisión diferente. Algunas de las series que realizan crossovers son las siguientes:
Civil War Primera Línea

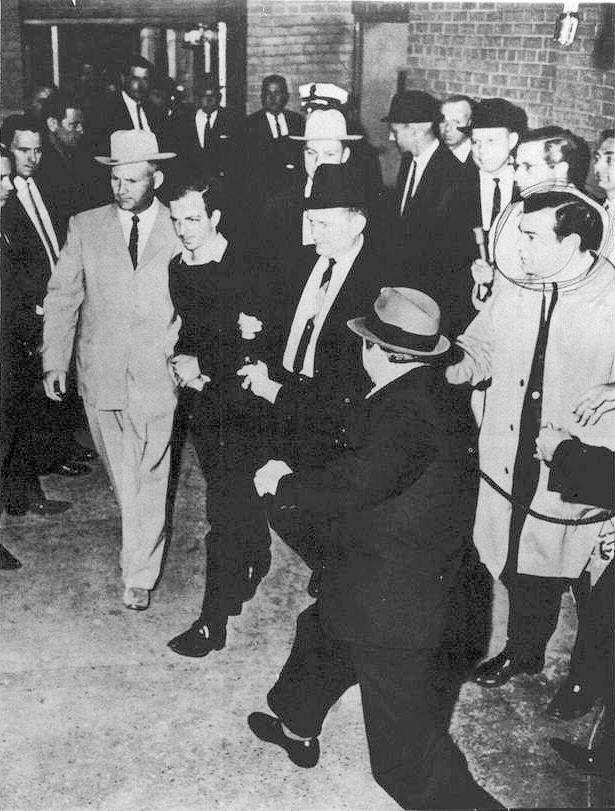
Asesinato de Lee Harvey Oswald, con el cual se traza un paralelismo en la trama.

Civil War: Primera Línea es una publicación especial centrada en los acontecimientos de Civil War, relatando aspectos relacionados en forma tangencial con la historia central. Son 11 números con diversas historias escritas por Paul Jenkins, con dibujos de Ramón Bachs y Steve Lieber y portadas de John Watson. Una de las principales tramas gira alrededor de los periodistas Ben Urich del Daily Bugle y Sally Floyd del The Alternative, los cuales deben cubrir aspectos relacionados con la guerra de los superhéroes. La línea editorial de dichos diarios ficticios es conservadora y liberal respectivamente, aunque ambos periodistas tienen inclinaciones diferentes a las de su diario. Al final de la serie, ambos descubren por diversos caminos que Iron Man había organizado un complot preciso y calculado para favorecer la iniciativa de los 50 estados que habría podido degenerar en un conflicto bélico con otras potencias. La otra trama gira alrededor de Speedball, uno de los Nuevos Guerreros que debido a sus poderes sobrevive a la explosión, aunque aparentemente perdiéndolos en el proceso. Es encarcelado y recibe una fuerte reprobación pública, que lleva a que al ser llevado bajo custodia policial a un juicio que se celebraría en su contra sea tiroteado a quemarropa por una persona común. Dicho disparo traza paralelismos deliberados con la muerte de Lee Harvey Oswald, el asesino de John F. Kennedy, al punto que la escena del disparo reproduce con bastante fidelidad las fotos conservadas del momento del disparo de Jack Ruby a Oswald. Luego del tiroteo es llevado a atención médica y se descubre que aún conserva poderes, aunque modificados. En lugar de generar burbujas son de tipo explosivo, y se manifiestan cuando siente dolor. Finalmente acepta registrarse y quema su antiguo uniforme de Speedball, usando en cambio uno nuevo que oculta su rostro y con 612 púas internas que le hagan sufrir y 60 de ellas más largas que las otras para causarle más dolor; las cuales representan la culpa que siente por los 612 fallecidos en el accidente de Stamford y los 60 niños de la escuela. Con dichos cambios asume el nombre de "Penitencia" ("Penance" en el original).
Nuevos Vengadores
Una de las colecciones más afectadas por el crossover es la de los Nuevos Vengadores, que en los hechos dejan de existir como grupo debido al enfrentamiento de sus principales miembros, Iron Man y el Capitán América. En consecuencia, cada número enfoca en forma individual a cada uno de los personajes del grupo y su posicionamiento en la guerra; exceptuando a Spider-Man y Wolverine (Wolverine) que poseen publicaciones propias. Todos los números tienen guiones de Bendis, pero son ilustrados por diversos dibujantes. Luke Cage y Spiderwoman se unen a la resistencia, mientras que el Vigía se une a los superhéroes registrados. El número centrado en el Capitán América presenta su encuentro con El Halcón con el cual comienza a formar la resistencia, y su intento infructuoso de convencer a Henry Pym de unirse a ellos. El centrado en Iron Man, en cambio, muestra a un exempleado de Stark que sabotea su armadura e intenta destruir la torre de los Vengadores como represalia por el uso de tecnología de su desarrollo en contra del Capitán América, a quien respalda.
Spider-Man

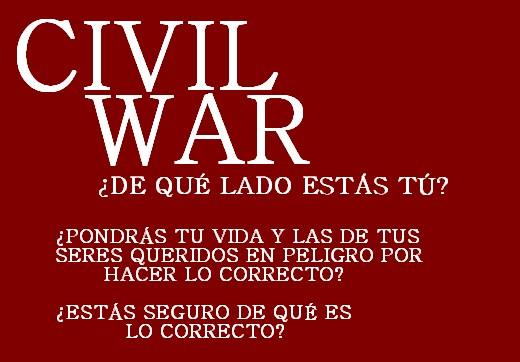
Fragmento de una publicidad de los números de Spider-Man relacionados con Civil War.

Las consecuencias de Civil War impactaron en todos los títulos relacionados con Spider-Man publicados por entonces, Amazing Spider-Man, Spectacular Spider-Man y Friendly Neighborhood Spider-Man; con la excepción de Ultimate Spider-Man que está protagonizado por una versión alternativa del personaje en un universo ficticio diferente. Antes de Civil War, Spider-Man se había unido a los Nuevos Vengadores, grupo en donde también estaba Iron Man. Ambos conocían sus respectivas identidades secretas como Peter Parker y Tony Stark, y Parker admiraba a Stark, a quien llegaba incluso a considerar una figura paterna. Stark diseñó un traje nuevo para Spider-Man, similar a su propia armadura. Debido a dicha relación, cuando empezó la serie Spider-Man se alineó con la postura liderada por Iron Man. Stark le pidió a Parker que hiciera pública su identidad secreta para apoyar la postura pro-registro mediante un golpe de efecto mediático. En un principio dudaba y consideró huir, con la Tía May y Mary Jane o bien solo, pero finalmente aceptó. Sin embargo, el momento exacto en que se quita la máscara sólo se retrató en Civil War N.º 2; Amazing Spider-Man llevó la trama sólo hasta el momento inmediatamente anterior, y siguió en el siguiente número con el momento inmediatamente posterior.
En los números siguientes se exploran varias de las diversas consecuencias que produce dentro del Universo Marvel el desenmascaramiento de Spider-Man. El principal enfoque es sobre los villanos. Algunos descubren su identidad en ese momento e intentan atacarlo directamente o a través de rehenes, como hace por ejemplo el nuevo Mysterio (lo cual lleva a un enfrentamiento de dicho villano con el Mysterio original). Otros, como el Dr. Octopus, recuerdan ocasiones anteriores en que lograron desenmascarar a Spider-Man pero consideraron inverosímil que pudiera tratarse de Peter Parker, asumiendo erróneamente en dichas ocasiones que no habían desenmascarado al auténtico superhéroe. Otros que ya conocían su identidad secreta, como el Duende Verde, consideran su revelación pública como una suerte de traición.
Otro enfoque, explorado también en los cómics de Primera Línea desde el punto de vista de Ben Urich, es el impacto de la noticia dentro del Daily Bugle. Aunque Peter Parker ya no trabajara en dicho diario durante la realización de la serie, una faceta de su identidad secreta mantenida durante décadas fue que se sacara fotografías a sí mismo de cuando actuaba como Spider-Man y las vendiera como fotógrafo free-lance al Bugle. Dicha faceta se transformó en una de las características definitorias del personaje.

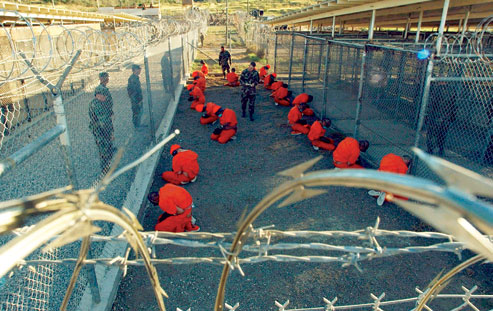
Prisioneros en la Bahía de Guantánamo.

Spider-Man reconsidera su postura al visitar el "Proyecto Nº 42", una cárcel en la Zona Negativa en donde se detiene por tiempo indefinido a todos los superhéroes o supervillanos no registrados que se capturan. La descripción de dicha cárcel y la discusión entre Spider-Man y Iron Man sobre su naturaleza establece semejanzas deliberadas con el campo de detención de la Bahía de Guantánamo. Esto lleva a Spider-Man a enfrentarse a Iron Man y a huir para lo cual escapa a través del drenaje. Dicho relato continúa en la serie principal, así como también en la de Punisher, en donde es rastreado por varios supervillanos controlados por SHIELD y finalmente derrotado por el Bufón y Jack O' Lantern. Sin embargo, ambos son asesinados por Punisher, quien lleva al inconsciente Spider-Man a la base oculta de los rebeldes para que le brinden atención médica. A partir de dicho punto Spider-Man se une a las fuerzas del Capitán América, y para evitar que Stark lo rastree mediante el traje vuelve a utilizar el traje clásico azul y rojo. Debido a tales acontecimientos, se considera que Joe Quesada podría haber creado el traje-armadura de Spider-man exclusivamente para utilizar el cambio de dicho traje por el original como un efecto narrativo que resaltara el cambio de posturas del personaje a lo largo de la serie.
Wolverine
La colección de Wolverine se relaciona con Civil War mediante una saga de 6 números titulada "Vendetta". Esta fue propuesta por Alex Alonso, el editor de la revista, al guionista Marc Guggenheim, a quien le facilitó los planes de Millar para toda la serie y el guion completo del primer número de Civil War. En dicha historia Wolverine se interesa en un tema por el cual considera que ni S.H.I.E.L.D. ni los demás superhéroes se encargaban con suficiente dedicación, la captura del villano Nitro (cabe señalar que este no muere al explotar en Stamford, sino que su poder le permite generar una explosión y luego reconstituirse, por lo que tras la catástrofe aún sigue vivo, aunque prófugo de la ley). Wolverine lo rastrea hasta una casa de campo al sur de California, pero allí es interceptado por agentes de Atlantis y el propio Namor, que se llevan a Nitro para juzgarlo por la muerte de la princesa Namorita, integrante de los Nuevos Guerreros. Estos descubren que Nitro no actuaba solo sino que recibía el apoyo de Walter Declum, CEO de la empresa "Control de daños", quien le suministraba una droga conocida como "hormona de crecimiento mutante" (HCM), que amplifica los superpoderes. Dicha empresa se encargaría, dentro del universo de ficción de Marvel, de gestionar las reconstrucciones y reparaciones a las estructuras civiles debidas a los daños colaterales causados por los combates entre superhéroes y supervillanos. La motivación de la empresa para distribuir tales drogas entre supervillanos sería para incrementar los daños y a la vez su actividad y ganancias. En la trama del 5º número se explicita que dicha situación traza una analogía con situaciones similares en guerras reales: en un texto en primera persona Wolverine afirma "Ví lo mismo en Vietnam. Y en la primera guerra del Golfo e Iraq. Donde hay una guerra, hay quien se beneficia". Wolverine finalmente captura y mata a Declun.
Los 4 Fantásticos
La serie de los 4 fantásticos tuvo un cambio de guionista a lo largo de los episodios relacionados con Civil War. Al comenzar, dicho guionista era Joseph Michael Straczynski, y se muestra a los personajes mantener diferentes posturas respecto de la situación que llevan a una breve separación del grupo. Ben Grimm aparece indeciso: está convencido de que la ley no es correcta y no intenta detener a ningún superhéroe, pero tampoco desea ser considerado un criminal. En un principio intenta mantenerse neutral, pero la Pandilla de la Calle Yancy (abiertamente opuesta a ley, y participando de manifestaciones en su contra) le reclama que tome una decisión: "Que seas tan grande como Suiza no te convierte en Suiza. No puedes permanecer neutral. Debes tomar partido, como nosotros". Finalmente, una batalla entre ambos bandos que se desarrolla en la calle Yancy y que lleva a la muerte de uno de los de la banda lo hace decidirse: abandona el país, y se va por un tiempo a la ciudad de París, en Francia. Dicha actitud representa una analogía con respecto a varios intelectuales que dejaron los Estados Unidos durante la presidencia de George W. Bush, en desacuerdo con la Guerra de Iraq.
Reed Richards aparece como un completo partidario de la iniciativa, así como también uno de sus principales impulsores luego de Stark. Esto lo lleva a una gran discusión con su esposa Susan Storm, que lo acusa de no querer reconocer los abusos que comete en la aplicación de la ley amparándose en la obediencia debida, e incluso lo compara con los nazis responsables de ejecutar el Holocausto. En consecuencia, abandona al grupo y se une al Capitán América. Su hermano Johnny Storm, hospitalizado tras un ataque vandálico al inicio de Civil War, se une a ella al recuperarse. Como justificación de su postura, Richards menciona a un antiguo tío suyo que habría insultado a los organismos que buscaban comunistas y que como consecuencia no habría encontrado trabajo nunca más. Dicha justificación, diseñada por Straczynski, creaba un error de continuidad con la serie principal, en la cual Richards auguraba en el segundo número que el crecimiento continuo de la población superpoderosa del mundo llevaría a catástrofes si no se tomaban medidas al respecto. Dicho error fue corregido por el siguiente guionista del título, Dwayne McDuffie, en el cual Richards se entrevista en secreto con el Pensador Loco para que este verifique sus conclusiones. Allí se aprecia que Richards efectivamente tomó su decisión sobre la base de análisis estadísticos, y que la historia del supuesto tío perseguido habría sido una excusa.
X-Men
La temática del registro gubernamental de los individuos con superpoderes ya había sido tratada en las diversas series de los X-Men durante varios antes de la realización de Civil War. Durante buena parte de los años 80 bajo los guiones de Chris Claremont el personaje Robert Kelly proponía un registro de ley de un Acta de Registro de Mutantes, muy similar a la empleada en la serie y que aludía a proyectos de ley formulados en Estados Unidos durante aquellos años tendientes a controlar a las minorías étnicas. Asimismo, se había creado la historia Días del futuro pasado, ambientada en un futuro distópico, que representaba la forma en que Claremont interpretaba que tales medidas impactarían a largo plazo.
Sin embargo, su participación en Civil War fue apenas tangencial. Los X-Men fueron afectados en forma dramática por la miniserie anterior de la editorial, Dinastía de M, durante la cual todos los mutantes del universo Marvel dejaron de serlo, con excepción de unos 198. Todos estos se reunieron en el Instituto Xavier, en donde agentes del gobierno controlan sus movimientos. A pesar de dicha situación, durante el curso de la serie la líder de los X-Men, Emma Frost, rechaza involucrar a los mutantes sobrevivientes en el conflicto, manteniéndose neutral. Dicha neutralidad es acatada por casi todos los mutantes, exceptuando a Bishop que comienza a trabajar para ONE (acrónimo de "Office of National Emergency", nombre original de la Oficina Nacional de Emergencia). En los números de la serie relacionados con Civil War los 198 escapan de la mansión con la ayuda de Estrella Roja y Dominó, dos mutantes del antiguo grupo X-Force. Bishop y la ONE intentan encontrarlos y regresarlos a la misma, mientras que Cíclope, Bestia, Ángel y el Hombre de Hielo intentan ayudarlos en secreto. Sin embargo, dentro de ONE cuentan con el mutante Johnny Dee, de personalidad doble: una de ellas es un mutante con la habilidad de manipular a otros individuos con los que haya tenido contacto, y la dominante se considera un humano común con un profundo odio hacia los mutantes. Los 198 se refugian en un búnker de armas atómicas en desuso, a donde llegan los X-Men y tras ellos Bishop y ONE. Johnny Dee manipula a varios de ellos para que peleen entre sí y luego para intentar hacer explotar las armas almacenadas. Con la ayuda de Iron Man y Ms. Marvel destruyen la puerta blindada y rescatan a los mutantes encerrados allí. Tras dichos acontecimientos, los mutantes reciben un status legal similar al de los demás superhéroes registrados.
Ms. Marvel
Ante la situación de tener que realizar un crossover con Civil War, el guionista Brian Reed se encontró ante una diyuntiva: consideraba que el que Ms. Marvel se uniera a los superhéroes registrados sería la opción más coherente con la definición y los antecedentes del personaje, pero a nivel personal simpatizaba más con la situación de los superhéroes no registrados. El guionista resolvió finalmente priorizar la coherencia narrativa del personaje protagónico de la serie a su cargo, y eligió la primera opción. Sin embargo, para manifestar sus puntos de vista respecto de las tramas de Civil War, puso a Ms. Marvel en un segundo plano en dichos números, y trasladó el protagonismo a la superhéroe Julia Carpenter. En los números relacionados con Civil War, Ms. Marvel es parte de un equipo de superhéroes registrados destinados a capturar a los superhéroes ilegales, junto al Hombre Maravilla y Julia Carpenter. Primero captura y encarcela a Prowler, y luego intenta localizar junto a Simon a una nueva superhéroe adolescente, Araña mientras Julia es destinada a capturar a Mortaja. Sin embargo, tras recibir amenazas de tomar medidas contra su esposa, el capturado Prowler confiesa que Carpenter le había avisado del ataque que recibiría con antelación. De hecho, Julia no creía realmente en el registro, sino que se había registrado para actuar como agente doble y advertir a las potenciales víctimas antes de que fueran capturadas. Además, ella y Mortaja eran novios (lo cual no era sabido por Iron Man al destinarla a dicha misión), por lo que ambos escapan juntos. Ms. Marvel comienza a entrenar a una entusiasmada Araña como superhéroe, a pesar de las protestas de su padre que reclama su Patria potestad para impedir que su hija de 16 años realice tales actividades. Se le señala que el Acta de Registro, además de ser de cumplimiento obligatorio para todos los individuos con poderes superhumanos, no haría distinciones respecto de si los mismos fueran menores de edad o no. Julia y Mortaja no escapan del país inmediatamente, sino que intentan llevarse con ellos a Rachel, la hija de Julia, por lo que se dirigen a la casa de sus abuelos a buscarla. Mortaja es capturado durante una pelea en una autopista, mientras que Julia logra eludirlos. Ambas llegan a la casa y Julia solicita a Ms. Marvel que, como no piensa registrarse, simplemente la deje irse del país con su hija. Carol se niega, derrota a Julia, y la lleva presa mientras su hija observa todo sin poder hacer nada.
Pantera Negra
Al comenzar la serie de Civil War, la colección de Pantera Negra desarrollaba un hilo argumental en el cual T'Challa se casa con Tormenta. En la ceremonia del casamiento, realizada en Wakanda, se hace una breve tregua entre los superhéroes de ambos bandos, pero un intento de T'Challa por ayudar a Iron Man y el Capitán América a resolver sus diferencias no acaba bien. Luego de eso, la serie es usada para representar las repercusiones internacionales del conflicto. Primero tienen una entrevista con el Dr. Muerte, luego con los Inhumanos, otra con Namor y finalmente con el propio Iron Man. Luego de la muerte de Bill Foster, Pantera Negra entra activamente al conflicto, respaldando en secreto al Capitán América y finalmente trabajando junto a su grupo en la batalla final.
Héroes de Alquiler
Los Héroes de Alquiler, escritos por Justin Gray y Jimmy Palmiotti, fueron una de las antiguas publicaciones de Marvel Comics que fueron recreadas en el contexto de Civil War. Sin embargo, narrativamente continúa los seis números de "Las hijas del Dragón", un homenaje a diferentes convenciones propias de los años 70 en que dichos autores rescataron a los personajes de Misty Knight y Colleen Wing, que llevaban varios años sin ser empleados en ningún proyecto de la editorial. En el grupo, liderado por Misty Knight, se añade a Entomólogo, Orca (también rescatados tras haber caído en desuso por la serie mencionada), Gata Negra, Tarántula, Shang-Chi y Paladín. Todos los Héroes de Alquiler son presentados como superhéroes registrados, pero que se niegan a enfrentarse a los superhéroes no registrados. A diferencia de los otros superhéroes registrados, conservan libertad de acción y se limitan a enfrentarse a supervillanos no registrados; en consecuencia no son empleados en ninguna de las dos principales batallas entre ambos bandos representadas en la serie principal. Los números ambientados dentro de Civil War son los 5 primeros de la serie. Primero desbaratan una red de tráfico ilegal de personas que ayudaba a distintos supervillanos a escapar del país con documentos falsos. Luego Misty Knight recrimina a Iron Man la batalla que terminó con la muerte de Bill Foster, dado que ambos personajes son afroamericanos). En el tercer número se encuentran con el grupo del Capitán América e intentan infructuosamente convencerlo de rendirse, pero Paladín aprovecha la ocasión y, traicionando a sus compañeros de equipo, intenta capturar al líder de los rebeldes y llevarlo a SHIELD; su maniobra es detenida por la intervención de Shang-Chi. Finalmente, el grupo descubre una operación de tráfico de órganos de extraterrestres Skrulls, por la cual aquellos a quienes se les coloca un órgano skrull obtienen poderes metamórficos similares a los de dichos alienígenas. Dicha operación es supervisada por Ricadonna, supervillana de la serie de las Hijas del Dragón mencionada anteriormente. También se descubre que Tarántula es hermana de una de las personas fallecidas en Stamford.
She-Hulk

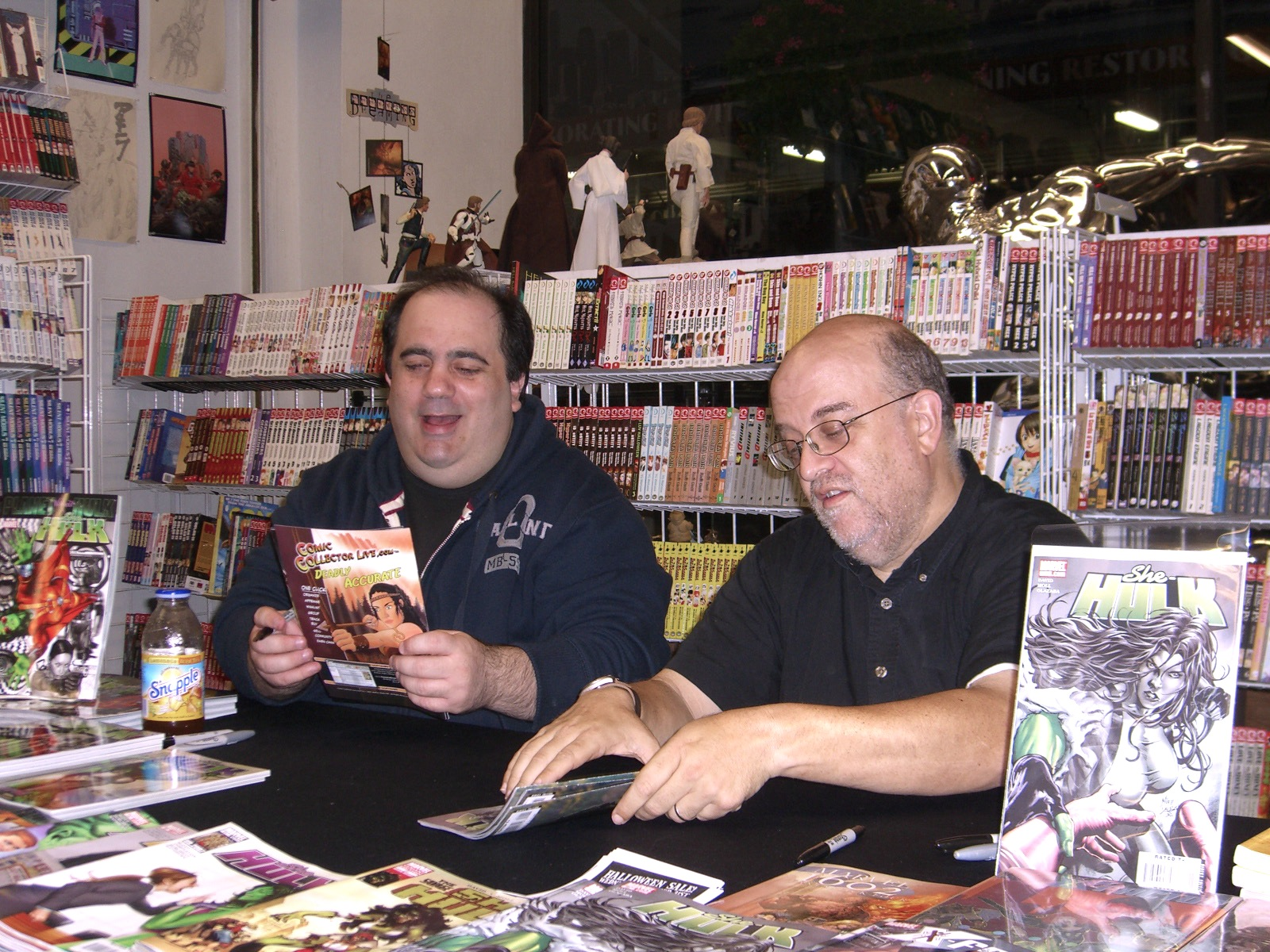
Dan Slott (izquierda) junto a su posterior reemplazante como guionista de She-Hulk, Peter David

La publicación de She-Hulk, escrita por el guionista Dan Slott, es de un estilo humorístico y maneja su relación con la serie también con dicho enfoque. El número relacionado con Civil War es el N.º 8, en donde Rabia y Justicia, miembros de los Nuevos Guerreros, solicitan asesoría legal al bufete de Jennifer Walters para demandar a una página web que incita al odio contra el grupo por la catástrofe de Stamford, exponiendo públicamente las identidades civiles de todos los miembros pasados de los Nuevos Guerreros. Pronto descubren que el autor de dicha página era Carlton LaFroyge, un viejo compañero del grupo. Dicho número alcanzó una gran notoriedad, aunque no por su relación con Civil War sino por la escena de la página final, en la cual John Jameson le entrega un anillo de compromiso a She-Hulk. La alta demanda de ese número acabó llevando su cotización a los 25 dólares.
En los números anteriores el bufete llevó adelante la defensa de Starfox, un superhéroe con capacidad de estimular los centros del placer del cerebro de otras personas e influenciar sus comportamientos. Starfox era acusado por una mujer de haber empleado sus poderes para obligarla a tener sexo con él contra su voluntad, lo cual constituiría una forma de violación. La propia She-Hulk había tenido relaciones con Starfox en el pasado, y al interrogar a la víctima consideró de pronto que podría haber sido manipulada también en aquel entonces. El juicio es interrumpido cuando la supercomputadora Isaac teleporta a Starfox de regreso a su planeta, con lo cual legalmente pasa a ser un prófugo de la justicia. Dicha historia es empleada para ilustrar el punto de los superhéroes actuando sin control y desconociendo la ley, que motiva la creación del Acta Registro en Civil War.
Thunderbolts
Tras la historia que acaba con la muerte de Genis-Vell, los dos grupos de Thunderbolts que existían en ese momento se combinan en uno solo. El nuevo grupo queda conformado por el Barón Zemo, Pájaro Cantor, el Hombre Radioactivo, el Contrabandista, el Espadachín, Atlas, Ventisca, el Arreglador, Joystick y Match IV. El grupo se aloja en una fortaleza creada por Zemo con las piedras lunares que arrebató a Karla Sofen antes de su muerte, y que Zemo descubrió que eran mucho más poderosas de lo que su antigua propietaria pensaba, teniendo un nivel de poder cercano al del Cubo cósmico. Se revela mediante retrocontinuidad que Zemo y Pájaro Cantor ya estaban en contacto desde antes de la nueva creación de los Thunderbolts, y que Zemo se dedicaba a preparar defensas contra un futuro conflicto que tendría lugar con el Gran Maestro, del cual era consciente por haberlo visto gracias a la capacidad de las Piedras de revelar el futuro. Al comenzar la Guerra Civil los personajes no se debaten sobre qué postura elegir, ya que sus identidades son conocidas y trabajan para el gobierno, siendo así a todos los efectos superhéroes registrados. A pesar de las reservas de Henry Peter Gyrich o Henry Pym sobre la presencia de Zemo y sus posibles motivaciones, el grupo recibe la tarea de capturar a todos los supervillanos posibles, mantenerlos en cautividad, y prepararlos para usarlos como refuerzos para el bando pro-registro. Zemo acepta, pero sin revelar que ya lo hacían desde un tiempo atrás, ya que Zemo consideraba que necesitaría un ejército para resolver su conflicto con el Gran Maestro. Zemo también se entrevista con el Capitán América, solicitando su ayuda para el futuro conflicto, y como pruebas de buena voluntad le devuelve varios objetos personales destruidos durante el ataque de los Amos del Mal a la Mansión de los Vengadores (extraídos de la corriente temporal con las gemas lunares) y una llave para escapar de la celda en la que sería apresado al final de la guerra. Dicha entrega constituía un spoiler del final de Civil War, en donde el Capitán América es efectivamente encarcelado, pero nunca llega a emplear dicha llave. El Gran Maestro reúne al Escuadrón Siniestro para enfrentar a los Thunderbolts, así como también se revela que Joystick es en realidad un agente encubierto en los Thunderbolts que responde a sus órdenes y que se volvería contra Zemo cuando el Gran Maestro lo considerara oportuno. Ambos grupos intentan ganar para sí diversos puntos de acceso a una fuente de poder, y el combate final tiene lugar en una fuente situada en Alemania. Zemo logra la victoria dejando al Gran Maestro sin poderes, tras lo cual lo mata con un simple revólver. Sin embargo, tras su victoria Pájaro Cantor genera sonidos con altura suficiente para quebrar las gemas lunares y destruirlas.
Jóvenes Vengadores y Runaways
Además de los Nuevos Guerreros, utilizados en el acontecimiento que desencadena la serie, los otros dos grupos de superhéroes adolescentes de Marvel Comics existentes en la época de la publicación de Civil War son los Jóvenes Vengadores y los Runaways. Su participación en la serie tiene lugar en un crossover de 4 números entre ambos grupos, publicado bajo el nombre de "Jóvenes Vengadores & Runaways" y con guiones de Zeb Wells y dibujos de Stefano Caselli. El mismo está situado cronológicamente con posterioridad al primer volumen de los Jóvenes Vengadores, y con posterioridad a la muerte de Gertrude Yorkes en la publicación de los Runaways. Asimismo, está situado entre los números 2 y 3 de Civil War.
La historia, que narra el primer encuentro entre ambos grupos, utiliza el esquema tradicional de las historias de team-ups, en que ambos grupos se conocen, se pelean por un malentendido, unen fuerzas contra una amenaza común y se despiden amistosamente. Los Runaways tienen un altercado en un mercado, y al utilizar sus superpoderes varios agentes de SHIELD aparecen e intentan capturarlos por violación del acta de registro, tras lo cual huyen. Los Jóvenes Guerreros, parte de la resistencia del Capitán América (a la cual se unieron en el 2º número de Civil War), se entera de dicho acontecimiento e intenta reunirse con el grupo para convencerlo de unirse a la resistencia. Sin embargo, dado que Iron Man y los demás héroes registrados se presentan a sí mismos como "los Vengadores", cuando el grupo se presenta en el escondite de los Runaways y se presenta como "los jóvenes vengadores" es atacado, ya que los Runaways interpretan que intentan detenerlos. La lucha es interrumpida por Noh-Varr, un soldado Kree controlado por El Cubo, una división secreta de SHIELD que experimenta con extraterrestres. El mismo había sido enviado para capturar a los Runaways, pero el Alcalde del Cubo se limita a secuestrar a los extraterrestres, Xavin, Hulkling, Karolina Dean y Wiccan. El resto del grupo entra al Cubo y los rescata, rompiendo también el control ejercido sobre Noh-Varr, quien se rebela contra los directores del lugar.
Cable y Deadpool

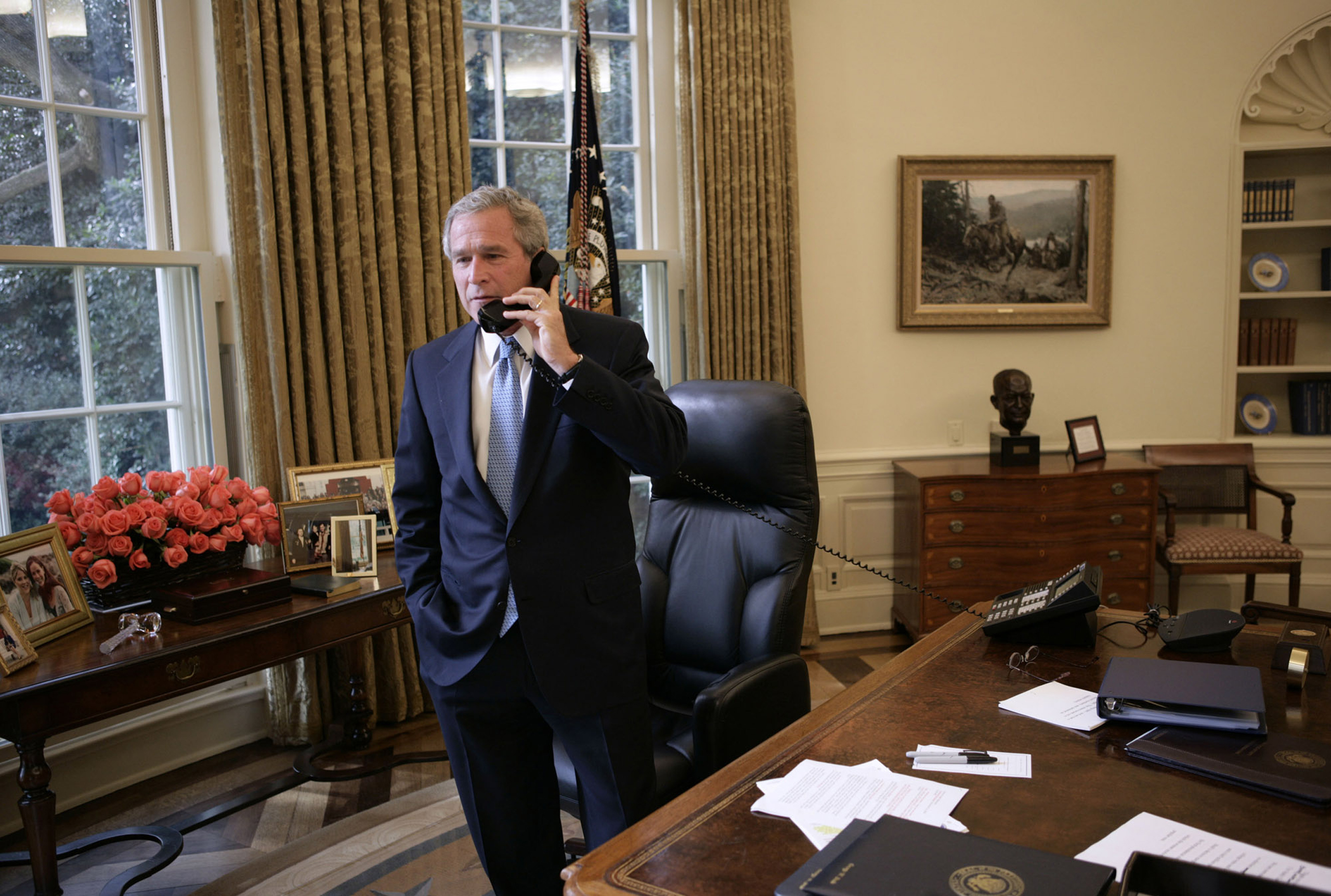
El presidente estadounidense George W. Bush en el Despacho Oval.

Otra serie que realizó un enfoque humorístico de Civil War fue Cable & Deadpool, que reunía a los personajes Deadpool y Cable. En dichos números, Deadpool ataca a los Vengadores de los Grandes Lagos para obligarlos a registrarse, ignorando que ya estaban registrados. Aun así, logra su meta de ser contratado por el gobierno como cazarrecompensas con la misión de capturar superhéroes no registrados. Cable, en cambio, respalda al Capitán América pero no porque le preocupen las identidades secretas o el rol de los superhéroes en la sociedad sino augurando que la Iniciativa de los 50 Estados llevaría a la conformación de un gobierno totalitario y al inicio de una auténtica guerra civil. Llevándose a Deadpool consigo, Cable se teletransporta al Despacho Oval de la Casa Blanca, en donde se incluye un cameo del presidente de los Estados Unidos de aquellos años, George W. Bush. Cable le advierte sobre las consecuencias futuras de la Iniciativa, pero Bush minimiza sus posibles efectos, y reclama a Deadpool que detenga a Cable. Sin embargo, Deadpool se descontrola en la pelea en tal nivel que luego su contrato como cazarrecompensas oficial es rescindido. Las intervenciones de Deadpool apelan en forma recurrente a la metaficción. Una de las bromas habituales son los cuadros de texto que representan una narración del personaje en primera persona, antes las cuales los demás personajes reaccionan como si pudieran oír dicha narración.

## Civil War: Crímenes de guerra
Además de las publicaciones mencionadas con anterioridad, existen otras relacionadas con Civil War que no estaban previstas originalmente. La publicación del cuarto número de la serie se vio demorada, ya que el dibujante Steve McNiven no lograba cumplir con los plazos. Ante dicha situación, la editorial tenía dos opciones principales: podía recurrir a un segundo dibujante con un estilo gráfico similar al de McNiven para poder editar la publicación en la fecha prevista, o bien podía postergar la publicación hasta que el dibujante original terminara su trabajo. Joe Quesada prefirió la segunda alternativa por motivos artísticos, para que la calidad de la serie no se viera resentida por un cambio de dibujante. La postergación de la publicación del cuarto número de Civil War se vio acompañada por una consecuente postergación de todos los títulos principales de la editorial, aunque en estos los respectivos equipos artísticos cumplieran con los plazos previstos, para mantener la correlación entre todos ellos y la serie.
Para reemplazar por ese mes a todos los títulos postergados, se realizaron unos números especiales, situados cronológicamente entre el tercer y cuarto número de Civil War. "Civil War: Casualities of war" narra un encuentro secreto entre Iron Man y el Capitán América en la Mansión de los Vengadores, abandonada desde los acontecimientos de Vengadores Desunidos, en la cual ambos hablan intentando infructuosamente encontrar una solución pacífica al conflicto. A través de dicha discusión, el guionista Christos Cage aborda varios conflictos previos entre dichos personajes, como los de la Guerra de las Armaduras u Operación: Tormenta Galáctica, así como también el alcoholismo de Tony Stark o la forma en que los demás superhéroes consideran al Capitán América como un superhéroe arquetípicamente perfecto. Al final de la historia no logran resolver sus diferencias, y cada cual se marcha por su lado. La historia se tituló "Rubicón" en referencia a la expresión de "cruzar el Rubicón", sinónimo de participar de un proyecto arriesgado y cruzar un punto a partir del cual ya sería imposible detenerlo o desentenderse. Tal expresión se originó cuando Julio César cruzó el Río Rubicón durante la segunda guerra civil de la República romana, entrando a Italia con sus tropas. Antes de la publicación de este número, ya se había realizado en "Primera Línea" un número que trazaba un paralelismo entre dicho suceso histórico y la primera detención de un superhéroe no registrado realizada por Iron Man al entrar en vigencia el Acta de Registro.

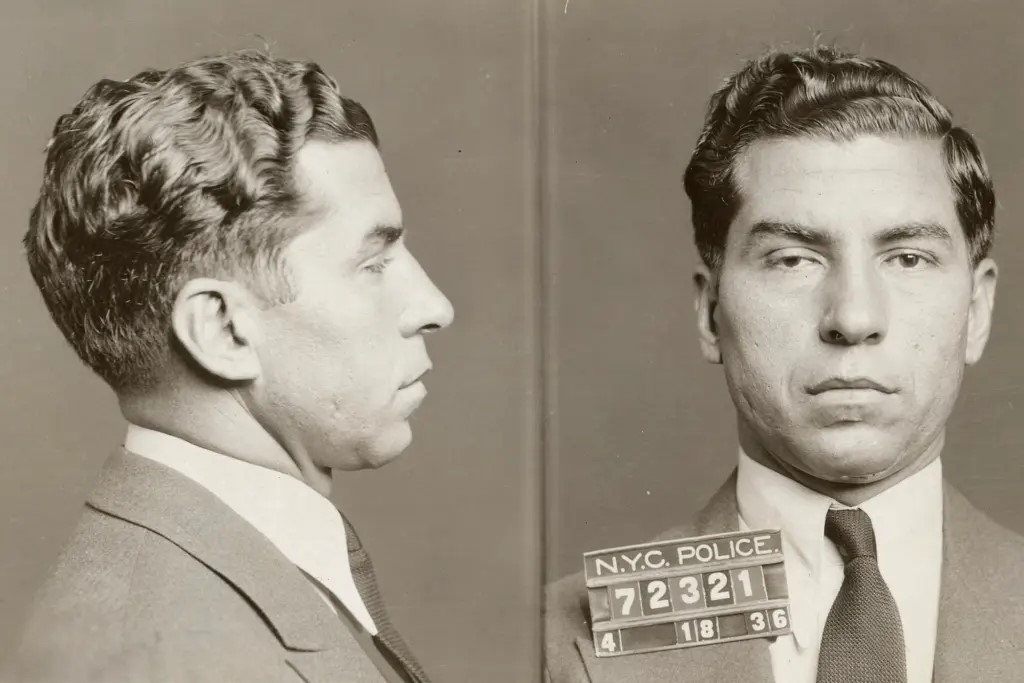
Lucky Luciano es mencionado en "Civil War: War Crimes".

Otro de los especiales fue "Civil War: War Crimes". En este, Iron Man negocia con Kingpin, un líder mafioso encarcelado, para que este utilice sus contactos y le facilite información sobre el grupo del Capitán América. Dicha historia parte de una analogía con la situación vivida por Lucky Luciano en la vida real, primer líder de la Familia criminal Genovese, quien estaba en prisión y negoció su liberación facilitando información que ayudó a prevenir una infiltración nazi en Estados Unidos durante la Segunda Guerra Mundial. La historia menciona dichos acontecimientos mediante un flashback, para así resaltar mediante una sorpresa el efecto del final en el cual la historia se diferencia del acontecimiento real: Kingpin ofrece a Iron Man información sobre el cuartel general del Capitán América a cambio de su libertad, pero en lugar de ello le entrega información sobre el cuartel general de una banda mafiosa de supervillanos rival, que aspiraba a ocupar el espacio de Kingpin mientras este estuviera en prisión. Así, aunque permanece en prisión por no cumplir con el trato, logra desbaratar a dicha banda al enviar a todo un ejército de superhéroes y agentes de SHIELD contra la misma.
"Civil War: The Return" incluye un aparente regreso del Capitán Marvel, que como resultado de experimentos de Stark y Richards habría sido extraído de su época y mediante viaje temporal llevado al presente, posterior a su muerte por cáncer. El personaje permaneció en la cárcel de la Zona Negativa como carcelero, y volvió a la realidad durante la batalla final de Civil War. Más adelante se le produjo una miniserie, en la cual se reveló que en realidad se trataba de Khn'nr, un skrull con los poderes y la memoria del Capitán Marvel, uno de varios personajes en una situación similar producto de la serie Invasión Secreta.
"Civil War: Choosing sides" incluía historias cortas sobre algunos de los principales títulos que se publicarían tras Civil War, como los nuevos Thunderbolts, Puño de Hierro, Hombre Hormiga u Omega Flight. Asimismo, se incluía una historia humorística autoconclusiva de Howard el pato, en la que este intenta registrarse como superhumano. Otra historia humorística se publicó en "Ultimate Civil War: Spider-Ham", protagonizada por Spider-Ham.

## Referencias culturales

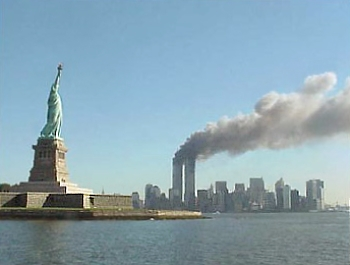
Las Torres Gemelas durante los Atentados del 11 de septiembre de 2001.